# Psychoda orbicularis
Psychoda orbicularis är en tvåvingeart som beskrevs av Enrico Adelelmo Brunetti 1911. Psychoda orbicularis ingår i släktet Psychoda och familjen fjärilsmyggor. Inga underarter finns listade i Catalogue of Life.